# Consommation finale
Selon la comptabilité nationale, la consommation finale de biens ou services par les ménages (ensemble de personnes vivant dans un même logement, quels que soient leurs liens familiaux) correspond à « l'utilisation d'un bien ou service en vue de la satisfaction d'un besoin humain, ce qui implique la destruction immédiate ou l'usure progressive du bien. »
Cette consommation est dite « finale » car elle marque pour les biens ou services consommés :
- la fin définitive par destruction immédiate de biens de consommation dits « non durables ».
- la marche vers une fin définitive par destruction lente de biens de consommation dits « durables ».

En comptabilité nationale,
- la consommation finale (ou consommation finale des ménages) correspond aux dépenses des ménages en biens de consommation ;
- la consommation finale constitue, avec la consommation intermédiaire et la formation brute de capital fixe, les trois destinations possibles de l'utilisation d'un bien ;
- seules la consommation intermédiaire et la formation brute de capital fixe contribuent à l'augmentation de la production ;
- la consommation finale n'entraîne – compte tenu de sa nature et de sa destination – aucune augmentation de la production.

Le vocabulaire de la comptabilité nationale classe habituellement les biens et services consommés par les ménages dans différentes catégories, en fonction de différents critères, tels que :
- leur durabilité — biens de consommation durables ou non durables ;
- leur matérialité — biens matériels (produits, stockés ou consommés) ou biens immatériels (services non stockables et consommés dans le même temps où ils sont produits) ;
- leur caractère marchand ou non — biens marchands (échangés sur un marché et payés à une valeur égale ou supérieure à leur coût) ou biens non marchands (non échangés sur un marché et dont le prix d'acquisition est inférieur au coût, voir nul) ;
- leur caractère individuel ou collectif — biens de consommation individuelle (usage exclusif) ou biens de consommation collective (usage partagé).